# Kernkraftwerk Loviisa
Im Kernkraftwerk Loviisa, nahe der Stadt Loviisa an der südöstlichen Küste Finnlands, sind zwei WWER sowjetischer Bauart in Betrieb.

## Block 1 und 2
Die beiden Reaktoren vom Typ WWER-440 mit einer Nettoleistung von je 488 MW befinden sich in Loviisa und werden von der Gesellschaft Fortum Oy betrieben. Um die finnischen Sicherheitsbestimmungen zu erfüllen, musste eigens eine neue, in Russland nicht gebräuchliche Version entwickelt werden. Es handelt sich um einige der wenigen fertiggestellten Reaktoren der zweiten WWER-Generation sowie die einzigen des Typs WWER-440, die über ein Containment verfügen. Dieses wurde durch den US-Konzern Westinghouse geliefert, die Leittechnik stammt von Siemens. Wegen dieser unkonventionellen Ost-West-Lösung bekam die Anlage den Spitznamen „Eastinghouse“.
Block 1 wurde zum ersten Mal am 21. Januar 1977 kritisch, Block 2 folgte am 17. Oktober 1980. Die Reaktoren sind seit 1977 beziehungsweise 1981 im kommerziellen Betrieb. 2007 erteilte die Regierung eine Betriebserlaubnis für Block 1 bis 2027 und für Block 2 bis 2030.
Im Jahr 1993 ereignete sich in Block 2 ein Störfall der Stufe INES 2, in Form des doppelendigen Bruchs einer Speisewasser-Leitung, einer der Hauptleitungen, die den Dampferzeugern Wasser zuführt.
Am 16. Februar 2023 wurde eine weitere Verlängerung der Betriebserlaubnis für Block 1 und 2 bis Ende 2050 bewilligt.

## Block 3
Loviisa war als Bauplatz für den fünften finnischen Reaktorblock im Gespräch, der jedoch auf dem Gelände des Kernkraftwerks Olkiluoto errichtet wurde.

## Weiteres
Angeschlossen ist das Endlager Loviisa für schwach- und mittelradioaktive Abfälle.

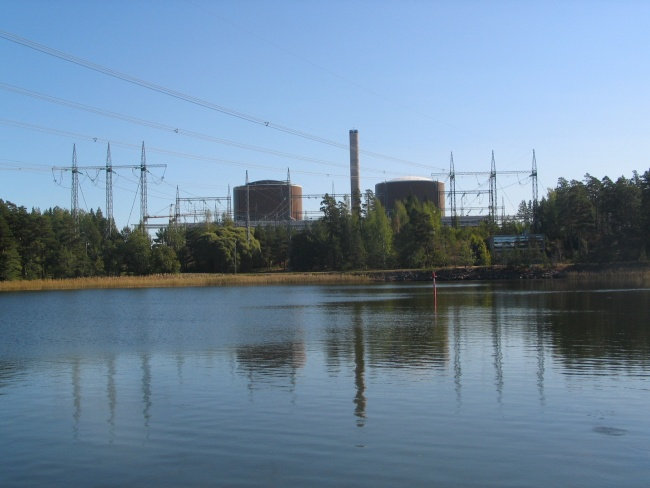
Kernkraftwerk Loviisa
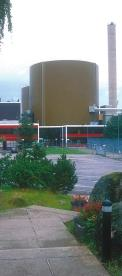
Kernkraftwerk Loviisa vor 2002

## Daten der Reaktorblöcke
Das Kernkraftwerk Loviisa hat zwei Blöcke:
| Reaktorblock | Reaktortyp         | Baulinie     | Netto- leistung | Brutto- leistung | Baubeginn  | Netzsyn- chronisation | Kommer- zieller Betrieb | Abschal- tung  |
| ------------ | ------------------ | ------------ | --------------- | ---------------- | ---------- | --------------------- | ----------------------- | -------------- |
| Loviisa-1    | Druckwasserreaktor | WWER-440/311 | 507 MW          | 531 MW           | 01.05.1971 | 08.02.1977            | 09.05.1977              | (2050 geplant) |
| Loviisa-2    | Druckwasserreaktor | WWER-440/311 | 507 MW          | 531 MW           | 01.08.1972 | 04.11.1980            | 05.01.1981              | (2050 geplant) |